# Georg Schwarzenberger (Politiker)
Georg Schwarzenberger (* 23. Jänner 1942 in Sankt Veit im Pongau) ist ein österreichischer Landwirt und Politiker (ÖVP). Schwarzenberger war zwischen 1982 und 2002 Abgeordneter zum Nationalrat.

## Ausbildung und Beruf
Schwarzenberger besuchte nach der Volks- und Hauptschule zwischen 1957 und 1959 die landwirtschaftliche Berufsschule und von 1960 bis 1962 die landwirtschaftliche Fachschule. Er leistete von 1962 bis 1963 den Präsenzdienst und legte 1972 die landwirtschaftliche Meisterprüfung ab.
Schwarzenberger arbeitete im elterlichen Betrieb und ist seit 1976 selbständiger Landwirt. 1992 wurde ihm der Berufstitel Ökonomierat verliehen.

## Politik
Schwarzenberger war zwischen 1974 und 1989 Gemeinderat in St. Veit im Pongau. Er war zudem von 1970 bis 1975 Kammerrat der Bezirksbauernkammer St. Johann im Pongau und von 1975 bis 1987 Obmann der Bezirksbauernkammer. 1987 übernahm er das Amt des Präsidenten der Kammer für Land- und Forstwirtschaft für Salzburg, das er bis 1991 innehatte. Zudem war er von 1989 bis 2001 Präsident des Österreichischen Bauernbundes. Weiters war Schwarzenberger ab 1979 Vorstand der Raiffeisenkasse St. Veit-Schwarzach-Goldegg und zwischen 1983 und 1998 deren Obmann.
Schwarzenberger vertrat die ÖVP zwischen dem 22. April 1982 und dem 19. Dezember 2002 im Nationalrat.

## Auszeichnungen
- 1997: Großes Silbernes Ehrenzeichen mit dem Stern für Verdienste um die Republik Österreich[1]
- Großes Silbernes Ehrenzeichen für Verdienste um die Republik Österreich